# 아말피 여신의 보수
《아말피 여신의 보수》(アマルフィ女神の報酬)는 2009년 7월 18일에 개봉한 일본 영화이다. 제목의 아말피는 영화의 배경이 된 이탈리아의 도시 이름이다.

## 개요
후지 TV 개국 50주년 기념으로 만들어진 작품이다. 촬영은 대부분 이탈리아의 로마 시내를 중심으로 이루어졌고, 일부는 일본에서 이루어지는 등, 후지 TV 영화 사상 최대 규모의 제작비가 투입되었다. 배급을 담당했던 토호에서는 당초에는 흥행수익 50억엔을 예상하였으나, 최종 흥행수익은 36.5억엔에 그쳤다.
또한 제작상 문제로 인해 각본가의 이름을 표기하지 않았기 때문에 일본 시나리오 제작협회에서 항의를 하기도 하였다.
후지 TV의 카메야마 치히로(亀山千広) 프로듀서는 50주년 기념 영화를 오리지널 스토리로 제작하기로 하여 2006년 오오타 토오루에게 제작을 제의하였다. 일반적인 영화 제작과는 달리 영화 내용보다도 주연 배우(오다 유지)와 해외의 여러 관광지에서 촬영할 것이 결정되었다. 아말피는 도시의 모습과 그 도시의 전설에 매력을 제목으로 결정되었고, 그 뒤, 신포 유이치(真保裕一)가 기획에 참가하여 각본 작업을 시작하였다. 소설판 출판 직후 잡지 '다빈치' 6월호에 실린 신포 유이치의 인터뷰 중에 3년 전 가을에 플롯 제작에 참가하게 되었던 것이 그 시작이었다고 하는 내용이 있다.
주제가는 사라 브라이트만의 〈Time To Say Goodbye〉를 사용하였다.
촬영은 2008년 12월 중순부터 2009년 3월까지 로마 시내에서는 스페인 광장, 산탄젤로 성, 카피톨리노 박물관, 콜로세움, 레오나르도 다 빈치 국제공항에서, 로마가 아닌 곳에서는 카세르타 궁전, 아말피, 포지타노 등을 중심으로 이루어졌다.
2011년 1월부터 후지 TV 목요극장으로 이 영화의 속편인 텔레비전 드라마 《외교관 쿠로다 코사쿠》가 방송되었다. 2011년 여름에는 이 드라마의 속편의 영화 《안달루시아 여신의 보복》 상영되었다.

## 줄거리
2009년 12월 22일 외교관 쿠로다 코사쿠(오다 유지)와 이탈리아 여행 중이던 야가미 사에코(아마미 유키)는 크리스마스 시즌으로 붐비는 로마 시내 호텔에 들어간다. 그 전날, 테러 예고가 들어와 쿠로다는 이탈리아 일본 대사관으로 부임하여, 로마에서 개최되는 G8 외무 장관 회의에 출석하는 카와고에 외무대신의 이탈리아 방문 준비로 바쁜 차였다. 그런데 갑자기 일본인 소녀 유괴 사건이 일어나고, 쿠로다는 범인에게 아이의 아빠라고 하여 아이 엄마인 사에코의 '남편'으로서 같은 호텔에 묵게 된 것이다.
범인은 거래 장소로 로마의 관광지를 지정하지만, 중간에 경찰이 드러나는 바람에 거래는 실패로 끝나는 듯했다. 그러나 거래를 재개하려는 범인의 통화를 역탐지하여 일행은 아말피로 향하고, 쿠로다는 결국 범인을 지목하지만, 이것은 큰 사건의 일부에 지나지 않았으며, 범인의 진정한 목적은 다른 데 있었다.

## 주요 등장 인물
- 쿠로다 코사쿠 - 오다 유지

주 이탈리아 일본대사관 일등서기관
- 야가미 사에코 - 아마미 유키

전직 간호사로 이탈리아 여행 중 딸을 납치당한 여성
- 후지이 마사키 - 사토 코이치

무역회사에 다니는 사에코의 지인
- 아다치 카나에 - 토다 에리카

주 이탈리아 일본대사관 견습생
- 바르톨리니 - 로코 파팔레오

로마경찰청장
- 사이키 쇼고 - 후쿠야마 마사하루 (특별출연)

프리랜서 기자이자 쿠로다의 정보원

## '각본'에 대하여
- 이 작품에는 각본가 이름이 표시되어 있지 않다. 이로 인해 일본 시나리오 작가 협회에서 제작자 측에 항의하였다[6][7][8]. 시나리오는 소설판 작가인 신포 유이치와 감독인 니시타니 히로시가 담당하였지만, '혼자 쓴 것이 아니다'라며 신포가 사퇴하고, 니시타니도 사퇴하였기 때문에 크레딧을 표시하지 않았다고 한다.
- 제작보고회에서 신포는 자신은 아말피로 취재는 가지 않고, 스탭의 로케이션 헌팅 자료를 바탕으로 이야기가 일관성을 갖도록 하였다고 밝혔다.
- 또한 '월간 시나리오'(2009년 11월호)에서 이 일에 대해, 후지 TV의 우스이 히로츠구 프로듀서가 말하길, 신포는 '소설가 동료에게 이건 내가 쓴 각본이라 생각하고 싶지 않다'고 하며 사퇴하였다고 한다.
- 소설판 에필로그에서 신포가 '제일 처음 아이디어가 마음에 들어서 소설은 그 아이디어를 채택하였다'고 하듯이, 영화와 소설은 내용이 매우 다르다.

## 수상 정보
- 제3회 HIHO하쿠사이 영화상(최악의 영화상)
  - 최악의 남우주연상(오다 유지)
  - 최악의 각본상 (각본가 명이 표기되어 있지 않았기 때문에 실제 수상자는 없음)
  - 최악의 영화 특별 공로상(카메야마 치히로)
- 제33회 일본 아카데미상 - 화제상(영화부분)
- 제1회 일본 시어터 스탭 영화제 - 음악상 (칸노 유고)
- 제19회 일본영화비평가대상 - 영화 음악 아티스트상 (칸노 유고)

## 촬영 에피소드
- 영화의 중심 무대인 아말피는 촬영은 아말피 해안의 여러 마을에서 이루어졌다. 쿠로다와 사에코가 아말피로 향하는 모습을 공중에서 촬영한 장면은 오다 본인이 운전하였다. 호텔과 호텔 현관, 주차장 장면은 아말피 중심부에 있는 HOTEL SANTA CATERINA Amalfi에서 촬영되었다.
- 처음에 이탈리아인이 일본어로 '안녕히 주무십시오(おやすみなさい)'라고 하는 대사는 11번이나 다시 찍었다. 또한 중반에 '어서오십시오(おかえりなさい)'도 7번 다시 찍었다. NG 이유를 설명하지 않았기 때문에 주연이었던 오다 유지가 '내가 잘못한 줄 알았다'고 '트리비아 샘'의 아말피 선전에서 말하였다.
- 영화 후반에 아다치가 1분 정도 이탈리아어로 열심히 말하는 장면이 있었지만 편집되었다. 이에 대해 배우 토다 에리카는 개봉 전날에 방송된 '개봉 기념 특집 방송 출연진이 말하는 아말피'에서 감독에게 물었지만, 감독은 '더 좋은 영화를 만들기 위해'라고 애매한 답변으로 마무리하였다.
- 주인공의 이름에 대해 카메야마 프로듀서는 제작보고회에서 또 다른 오다 유지의 캐릭터를 만들기 위해 '푸른 오다에서 검은 오다로'라고 하며 《춤추는 대수사선》의 주인공 아오시마 슌사쿠에 대비해 쿠로다 코사쿠라는 이름이 되었다고 하였다[9].

## 비고
- 오오타 프로듀서와 카메야마 프로듀서는 기자 회견과 인터뷰에서 장기 해외 촬영과 유명 관광지 촬영 등으로 인해 계획했던 예산보다 더 많이 들어갔음을 털어 놓았다.
- 현장 촬영 메이킹 영상에는 스탭 이외의 일부 관계자가 모자이크 처리되어 있다[10].
- 영화의 기획과 제작을 담당한 실질적인 책임자였던 오오타 토오루는 영화 개봉 직전인 2009년 6월 26일에 드라마 제작에서 이동하게 되었다.
- 본편중에 갑자기 화면이 어두워지는 부분이 있어서, 일부 극장에서는 '연출에 의한 것'이라는 문구를 표기하기도 하였다.
- 제목에 등장하는 아말피는 정작 20분 정도밖에 등장하지 않고, 대부분의 이야기는 로마를 중심으로 이루어진다.

## 같이 보기
- 외교관
- 대사관